# Piccadilly, Birger Jarlsgatan

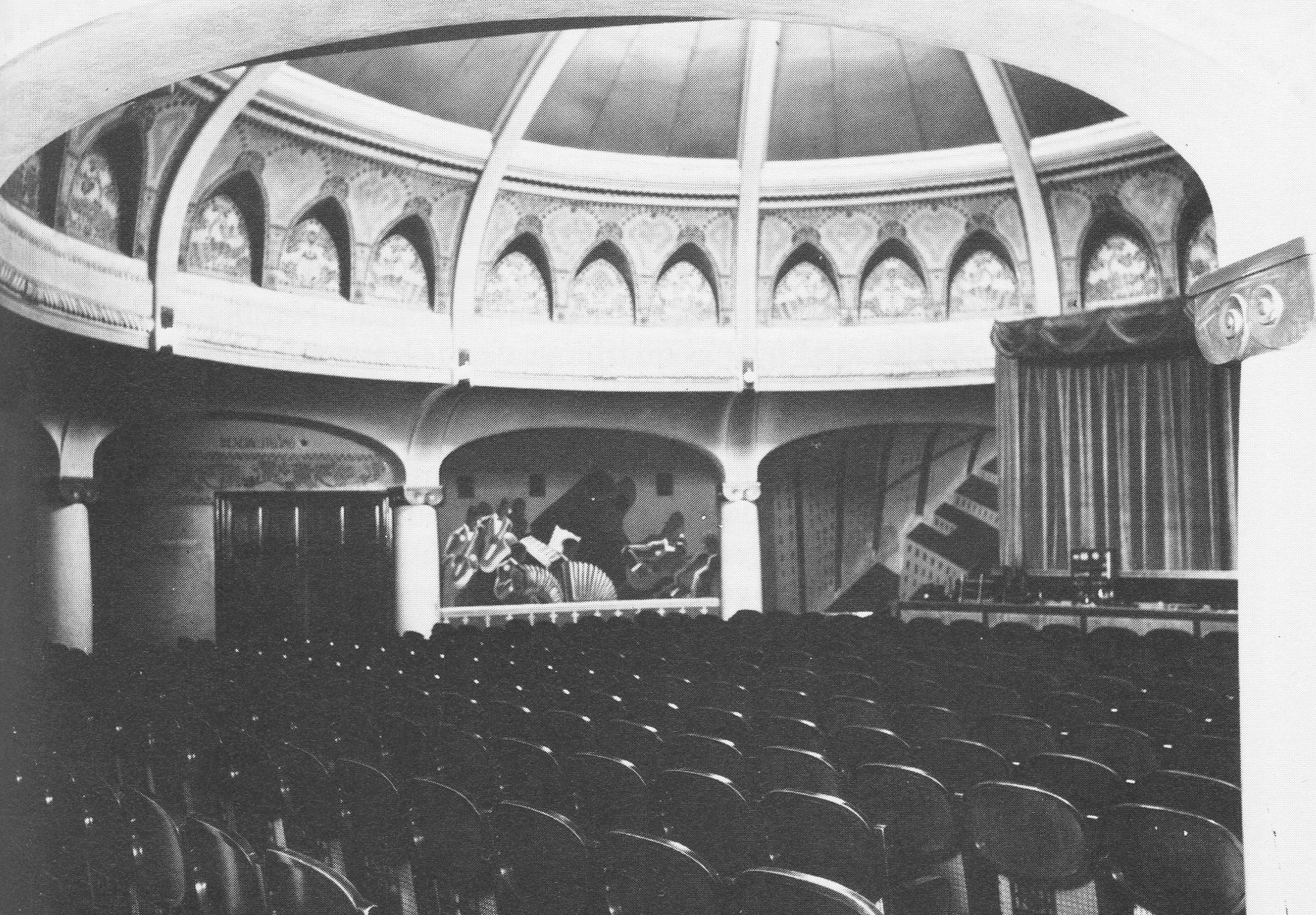
Biograf Piccadilly, salongen.

Piccadilly var en biograf i kvarteret Sperlingens backe vid Birger Jarlsgatan 16 på Östermalm i Stockholm. Biografen öppnade 1917 under namnet  Jorden Rundt och stängde 1934 som Piccadilly. På Piccadilly demonstrerades i februari 1926 för första gången helsynkroniserad ljudfilm i Sverige. Det fanns även en biograf Piccadilly vid Götgatan 59 på Södermalm som existerade mellan 1912 och 1960.

## Historik

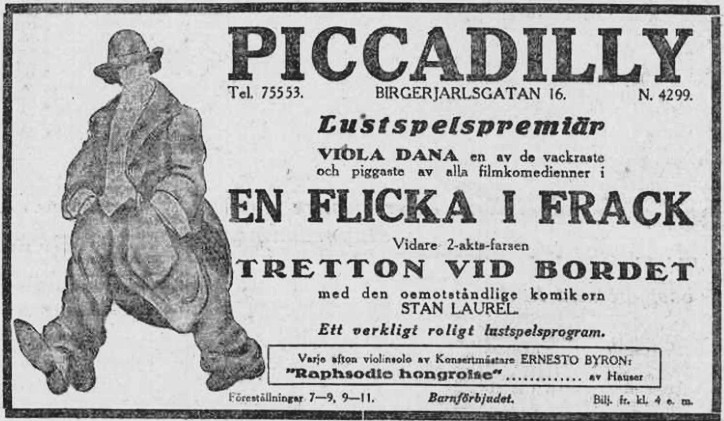
Biografannons från 1923.

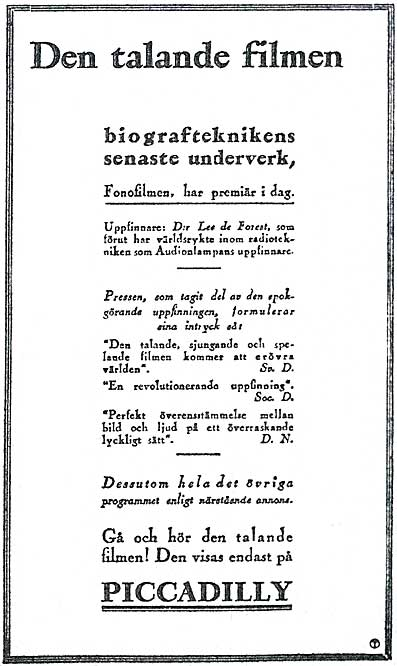
Den talande filmen. Annons i Dagens Nyheter, 8 februari 1926.

Piccadilly var en av Stockholms premiärbiografer med utmärkt skyltläge i hörnfastigheten Birger Jarlsgatan / Grev Turegatan i direkt anslutning till Stureplan. Huset uppfördes på 1890-talet efter ritningar av arkitekt Hjalmar Kumlien och utmärkte sig genom två höga hörntorn.
Biograflokalen skapades först 1915 genom att husets innergård byggdes över med ett kupolformat tak som bars upp av tio runda kolonner. Biografen skulle rymma 375 platser men myndigheterna godkände inte förslaget på grund av undermåliga utrymningsvägar. Därför var biografsalongen till en början utställningshall som efter kort tid övertogs av AB Tidningskontoret Jorden Rundt. Bolaget nyttjade anläggningen som annonskontor samt lässalong med biograf för 175 besökare.
Efter en ombyggnad som godkändes av myndigheterna drevs biografen under brittisk ledning. Biografen fick 400 platser och öppnade med namnet Piccadilly i augusti 1919. Från entrén vid Birger Jarlsgatan ledde en gång med biljettkiosk in i den rotundaformade salongen som var rik dekorerad med ornament och väggmålningar. I rotundans mitt fanns ett bänkområde med 252 sittplatser och ut mot väggarna några mindre bänkfält med tillsammans 148 platser. Sin svenska biopremiär hade Stan Laurel 1923 då lustspelet Tretton vid bordet (originaltitel Short Orders) visades på biografen Piccadilly. 

### Ljudfilmen
På 1920-talet drevs Piccadilly av den amerikanska filmregissören Raoul Le Mat. Han ägde ett produktions- och distributionsbolag inom filmindustrin som var knutet till Metro-Goldwyn-Mayer. På hans initiativ demonstrerades för första gången ljudfilm med helsynkroniserat ljud/bild i Sverige och det skedde på Piccadilly den 4 februari 1926 för inbjudna och den 8 februari för allmänheten. Man visade ”provbitar” och en kort spelfilm med titeln Domen. Systemet hette Fonofilm och var en uppfinning av radioteknikern Lee de Forest. 
Piccadilly annonserade i Dagens Nyheter: Den talande filmen – biografteknikens senaste underverk. Fonofilmen har premiär idag. Svenska Dagbladet skrev bland annat: ”När man nu på duken såg en skällande hund, en skrikande barnunge eller ett jazzkapell, så hörde man deras mer eller mindre musikaliska prestationer med fullt illusorisk samtidighet genom förmedling av en högtalare […] Högtalaren lät i regel så, att man gärna önskat en stor mängd bomull att stoppa i öronen!”

### Ritningar
| Salongens plan samt tvär- och längssektioner, juni 1915. |  | Salongens plan samt tvär- och längssektioner, juni 1915. |
| Salongens plan samt tvär- och längssektioner, juni 1915. |  |                                                          |

### Nedläggning
År 1934 lades Piccadilly ner. Huset revs och på platsen uppfördes en ny kontorsbyggnad efter ritningar av arkitekt Gustaf Clason för Städernas allmänna brandstodsbolag som stod färdig 1935. I huset öppnade åter en biograf, nu under namnet Spegeln. Den var av Clason gestaltad i stram funktionalistisk stil och existerade fram till 1995.